# Salurnis kershawi
Salurnis kershawi är en insektsart som beskrevs av George Willis Kirkaldy 1913. Salurnis kershawi ingår i släktet Salurnis och familjen Flatidae. Inga underarter finns listade.